# Ajon (stad)
Ajon (ryska Айон) är en by i den autonoma regionen Tjuktjien i Ryssland. Byn ligger på nordvästra delen av ön Ajon vid inloppet till Tsjaunskajaviken. Byn är öns enda bebodda plats. Folkmängden vid folkräkningen 2010 var 252 invånare.
Byn har fått en krater på Mars uppkallad efter sig.